# In the Spider's Web
In the Spider's Web è un cortometraggio muto del 1914. Il nome del regista non viene riportato nei titoli. Gli interpreti sono Lee Hill, Ernest Joy e Lucille Young.

## Produzione
Il film fu prodotto dalla Majestic Motion Picture Company.

## Distribuzione
Distribuito dalla Mutual Film, il film - un cortometraggio in una bobina - uscì nelle sale cinematografiche statunitensi il 31 marzo 1914.